# 朱美垸
交城榮順王朱美垸（1407年—1476年），明朝晉藩第一代交城王，晉定王朱濟熺的庶第二子，明太祖之曾孙，母瞿氏。

## 生平
永乐十二年（1414年），朱濟熺及诸子皆被废为庶人，发配晋恭王坟园守墓，永乐二十一年（1423年）才被释放。明成祖册封原晋世子朱美圭为平阳王，朱濟熺全家迁居平阳府。
洪熙元年（1425年）十二月，獲賜名美垸，封鎮國將軍。宣德四年（1429年）三月，朱美垸领到米钞中半兼支的一千石岁禄。次年九月，因朱美圭上言弟妹成年后没有婚房，朝廷给朱美垸兄弟修建将军宅邸。
宣德十年（1435年），明英宗登基，复封朱美圭为晋王，不久朱濟熺去世。朱美圭携年幼诸弟回太原就藩，年长的朱美垸與朱美垙、朱美埻兄弟三人仍旧定居平陽府，以看守父親朱濟熺的塋園，並負責祭祀。正統二年（1437年）八月，進封交城王。正統五年（1440年），朱美垸奏稱，府中缺官，請求授予王妃之兄曹諒職事。明英宗則回應稱，按照祖宗之制，對王妃家推恩時只能授予其父閒官。因此，朱美垸的請求未被允許。
正统六年（1441年）二月，朱美垸奏称自己曾罹患头风疮，请求朝廷调派医生给予治疗。
同年六月，朱美圭去世，朱美垸上疏朝廷请求准许与两个弟弟赴太原奔丧，英宗不准，只许他在王府内设立兄长的牌位哭临，另行派人赴太原致祭，以尽同气之情。同年，云丘王朱美堣认为与侄子晋国继承人榆社王朱锺铉同在晋王府不便，上疏朝廷请求去平阳投奔二哥朱美垸，获准。正统十一年（1446年）九月，因西河王朱美埻累次奏请，朝廷同意动用交城、阳曲、西河三府校卒，给其嫡长子西河王长子朱锺鑅修建府邸。
正统十二年（1447年）七月、景泰七年（1456年）七月，朱美垸两次因患病而上疏求药；天顺三年（1459年）四月，又以自己患病即母亲瞿氏近期罹患风疾为由，请求朝廷指令临汾县民医王孜到府治病。
天顺元年（1457年）五月，朱美垸求取《国朝礼制集要》《自警编》《文选》《史记》《两汉诏令》等典籍。
朱美垸之妻王妃曹氏个性强悍嫉妒，多次锤杀交城王府的宫人，母妃瞿氏畏惧曹氏，因此在天顺四年（1460年）逃到晉定王朱濟熺的墓园居住，同时派内侍叚兴去平阳府衙告状。仪宾张瑛向朱美垸献计锁禁叚兴于王府，再以瞿氏名义称痼疾难愈想在定园安度天年。瞿氏又以担心侍女惨遭曹氏杀害为由，尽数遣散，朱美垸只能接回母亲到别院。平阳知府杨辕与朱美垸不睦，趁机上奏朝廷称朱美垸因为王妃的缘故将母亲驱逐到祖坟。四月，曹氏因为不孝罪，被朝廷勒令赐自尽，并派内臣监刑。五月，朱美垸因为怀恨，与张瑛合谋弹劾杨辕贪腐钻营、曾求进士石俊求石亨荐为参政。英宗命锦衣卫调查，其弹劾真假参半，且瞿氏出居祖坟也是张瑛所致，抓捕张瑛和杨辕下锦衣卫诏狱，送都察院问讯，判杨辕充军，张瑛徒刑。英宗同意按律处罚杨辕，认为张瑛引导朱美垸为非，很无理，杖一百，削其官。
成化十二年（1476年）九月，朱美垸去世，享年七十歲，諡號榮順。三年後，庶長子鎮國將軍朱鍾鐻襲爵。

## 家庭

### 妻室
- 曹氏，太原前衛千戶曹英孫女，宣德三年（1428年）七月冊為鎮國將軍夫人[9]，正統三年（1438年）九月冊為交城王妃[10]，天順四年（1460年）因不孝罪被賜死[11]
- 張氏，生朱鍾鐻[12]、朱鍾鋠[13]

### 子
- 庶長子：鎮國將軍→交城莊僖王朱鍾鐻
- 庶次子：鎮國將軍朱鍾鋠，景泰七年（1456年）六月賜名[14][13]，天順元年（1457年）八月賜誥命冠服[15]
  - 庶長子：輔國將軍朱奇洇，成化九年（1473年）四月賜名[16]
    - 嫡長子：朱表檢，弘治二年（1489年）九月賜名[17]
    - 第二子：奉國將軍朱表栫，弘治四年（1491年）八月賜名[18]，弘治七年（1494年）十月賜誥命冠服[19]
    - 嫡四子：朱表棋，弘治十六年（1503年）七月賜名[20]
- 第四子：鎮國將軍朱鍾釥，成化四年（1468年）十二月賜名[21]，弘治元年（1488年）三月已故[22]
- 子：鎮國將軍朱鍾鏵[19]
  - 庶長子：輔國將軍朱奇渝，弘治三年（1490年）十一月賜名[23]，弘治七年（1494年）十月賜誥命冠服[19]，正德七年（1512年）三月革去祿米三分之一[24]
  - 第二子：輔國將軍朱奇𭳕，一作「朱奇瀕」，弘治七年（1494年）十二月賜名[25]，正德七年（1512年）三月革去祿米三分之一[24]
  - 庶三子：輔國將軍朱奇潚，弘治十二年（1499年）正月賜名[26]，正德七年（1512年）三月革去祿米三分之一[24]
- 孫[27]：輔國將軍朱奇澶[28]，正德七年（1512年）三月革去祿米三分之二[24][29]
  - 第一子：奉國將軍朱表檹，弘治十七年（1504年）五月賜誥命冠服[30]，正德七年（1512年）三月革去祿米三分之一[24]，嘉靖十六年（1537年）因抗違敕命，罰住祿米一年[31]
  - 第二子：奉國將軍朱表栩，弘治六年（1493年）十二月賜名[28]，弘治十七年（1504年）五月賜誥命冠服[30]，正德七年（1512年）三月革去祿米三分之一[24]，嘉靖十六年（1537年）因抗違敕命，罰住祿米一年[31]
  - 庶三子：奉國將軍[29]朱表橃，弘治十六年（1503年）七月賜名[20]

### 女
- 第一女：萬全縣主，儀賓張瑛[32]
- 第二女：平晉縣主，天順五年（1461年）八月逝世，儀賓張瑛[33][34]
- 第三女：新樂縣主，儀賓于翔[35][36]